# Qatar Museums

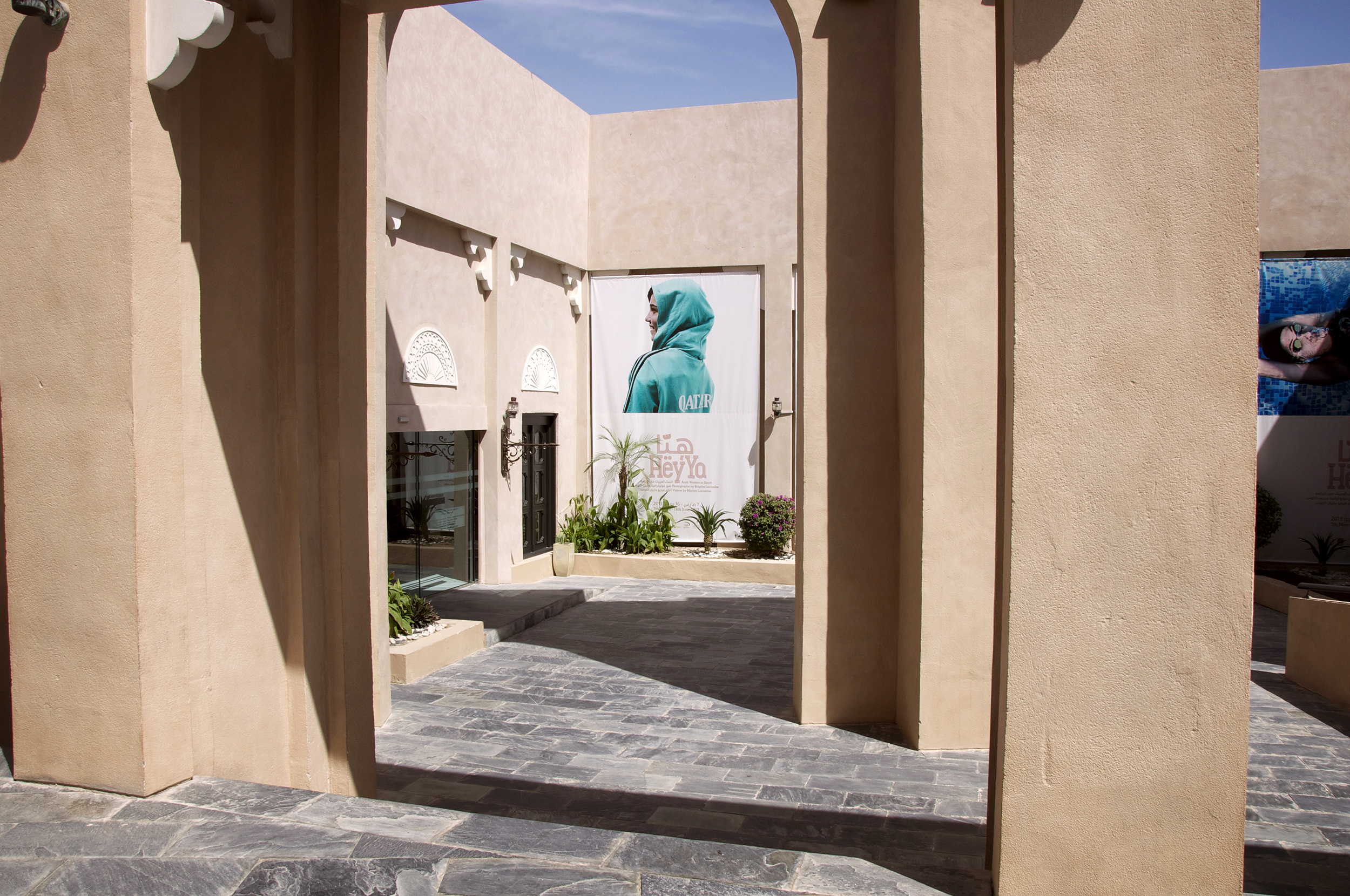
QM Gallery.

Qatar Museums Authority är Qatars myndighet för landets statliga museer. 
Qatar Museums inrättades 2005 av emiren av Qatar Hamad bin Khalifa Al Thani. Förutom att ansvara för museer och konsthallar i Qatar, har myndigheten hand om arkeologiska utgrävningar samt arrangerar kulturevenemang i och utanför landet. 
Ordföranden i styrelsen för Qatar Museums är Al Mayassa bint Hamad bin Khalifa Al Thani, 

## Museer och konsthallar med mera under Qatar Museums

### Museum of Islamic Art
Museum of Islamic Art öppnade i december 2008 i en byggnad, som ritats av I.M. Pei och är uppförd på en konstgjord holme i havet strax utanför strandpromenaden i Doha.

### Mathaf, Arab Museum of Modern Art
Museet ställer ut arabisk konst från 1840-talet och framåt .

### National Museum of Qatar
Museet är under uppbyggnad vid strandpromenaden i Doha och ska tillägnas Qatars kultur.

### 3-2-1 Qatar Olympic & Sports Museum
Museet är under planering.

### Orientalist Museum
Museet ställer ut konst från kulturströmingen orientalism från tidigt 1500-tal och framåt.

### QM Gallery
En konsthall i som öppnade 2010 för tillfälliga utställningar.

### Alriwaq Doha Exhibition Space
En konsthall på 5.000 kvadratmeter, som öppnade 2010.

### Al Zubaras besökscentrum
Ett besökscentrum för den numera obebodda kuststaden] Al Zubarah, som utsågs till världsarv 2013.